# Christ Kibeloh
 (juillet 2025).
Motif : Conditions d'admissibilité WP:NECR à confirmer
- Archive Wikiwix
- Bing
- Cairn
- DuckDuckGo
- E. Universalis
- Gallica
- Google
- G. Books
- G. News
- G. Scholar
- Persée
- Qwant
- (zh) Baidu
- (ru) Yandex

| 1. | Préciser le motif de la pose du bandeau. | Précisez le motif de la pose du bandeau en utilisant la syntaxe suivante : {{admissibilité à vérifier\|date=août 2025\|motif=remplacez ce texte par le motif}}                      |
| 2. | Informer les utilisateurs concernés.     | Pensez à avertir le créateur de l'article, par exemple, en insérant le code ci-dessous sur sa page de discussion : {{subst:avertissement admissibilité à vérifier\|Christ Kibeloh}} |

Christ Kibeloh, né le 19 juin 1995 à Brazzaville, en République du Congo, est un écrivain et romancier congolais. Son œuvre, principalement francophone, aborde des thèmes liés à l'identité, à l'Afrique et à des questions sociétales.

## Biographie
Christ Kibeloh passe son enfance à Brazzaville.

### Football
Christ Kibeloh est un ancien footballeur international, ayant représenté les Diables Rouges juniors, l'équipe nationale du Congo. Il a notamment évolué au sein de la sélection des moins de 23 ans (U23),. Passionné par le football, il a été contraint d'abandonner sa passion en raison de multiples blessures, un rêve brisé qui l'a ensuite mené vers l'écriture. Après une période de retrait de plusieurs années, il a fait son retour sur les terrains de football en 2023.
En 2010, il s'installe en France auprès de sa famille dans la ville de Gujan-mestras dans le Bassin d'Arcachon.

### Littérature

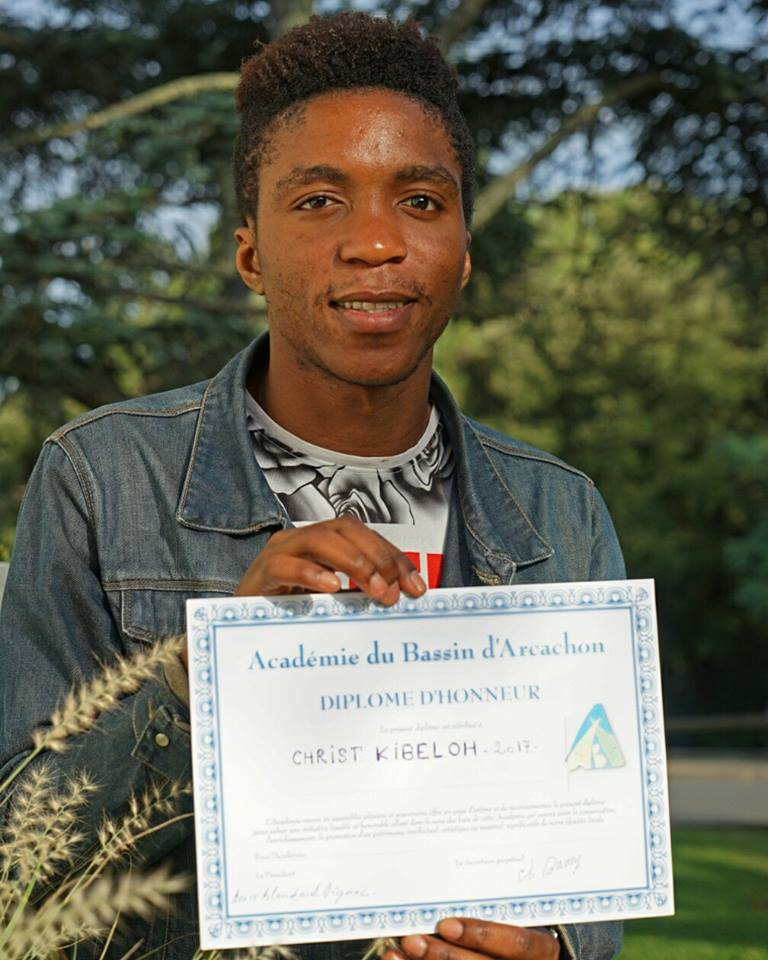
Cérémonie prix Jeune Auteur 2017 bassin d'Arcachon

Sa carrière littéraire débute en février 2016 avec la publication de son premier roman, Rayane l'orphelin,, qui lui vaut en 2017 le Prix jeune auteur de l'Académie du bassin d'Arcachon,.
La même année 2017, il publie Retour en arrière Issa, ainsi que Marie. En 2019 paraît son quatrième roman, Une vie d'enfer,,,.
Christ Kibeloh s'éloigne ensuite de la scène publique pendant plusieurs années, période qu'il consacre à l'écriture d'un recueil d'essais et de nouvelles Mon regard sur le monde,, ainsi que d'un roman, Les souvenirs de Ouenzé.,,,
Il est également l'auteur de citations,,.
En parallèle de ses activités d'écriture, il est impliqué dans l'organisation de projets culturels tels que le "Congolese Youth Camp", et la lutte contre le harcèlement.

## Œuvre
- Rayane l'orphelin, ICN, 2016 (réimpr. Édilivre, 2018) (ISBN 978-2414104321)

- Retour en arrière Issa, Édilivre, 2017 (ISBN 978-2414057832)
- Marie, Éditions Ethen, 2018 (ISBN 978-2490637195)
- Une vie d'enfer, Éditions Le Lys Bleu, 2019 (ISBN 979-1037704146)

## Distinction
- Prix jeune auteur de l'Académie du bassin d'Arcachon pour Rayane l'orphelin, 2017.